# Forsythieae
Forsythieae H.Taylor ex L.A.S.Johnson, 1957 è una tribù di piante arbustive, angiosperme, dicotiledoni appartenenti alla famiglia delle Oleacee.

## Etimologia
Il nome della tribù deriva dal suo genere tipo Forsythia Vahl, 1804 la cui etimologia fa riferimento al botanico William Forsyth (1737-1804), sovrintendente dei Giardini Reali di Kensington e fondatore della Royal Horticultural Society.  Il nome scientifico della tribù è stato definito per la prima volta dai botanici Herbert Taylor (botanico) e Lawrence Alexander Sidney Johnson (1925–1997) nel 1957.

## Descrizione

### Portamento
Il portamento delle specie di questo genere è arbustivo con altezze dai 2 ai 4 metri. La forma biologica prevalente è fanerofite cespugliose (P caesp); sono piante perenni e legnose, con gemme svernanti poste ad un'altezza dal suolo maggiore di 30 cm con portamento cespuglioso. Caratteristica è l'anatomia interna degli internodi: in alcune specie sono cavi, in altre sono riempiti da un midollo discontinuo con tratti semivuoti; il fusto inoltre ha una sezione quadrangolare a causa della presenza di fasci di collenchima posti nei quattro vertici.

### Foglie

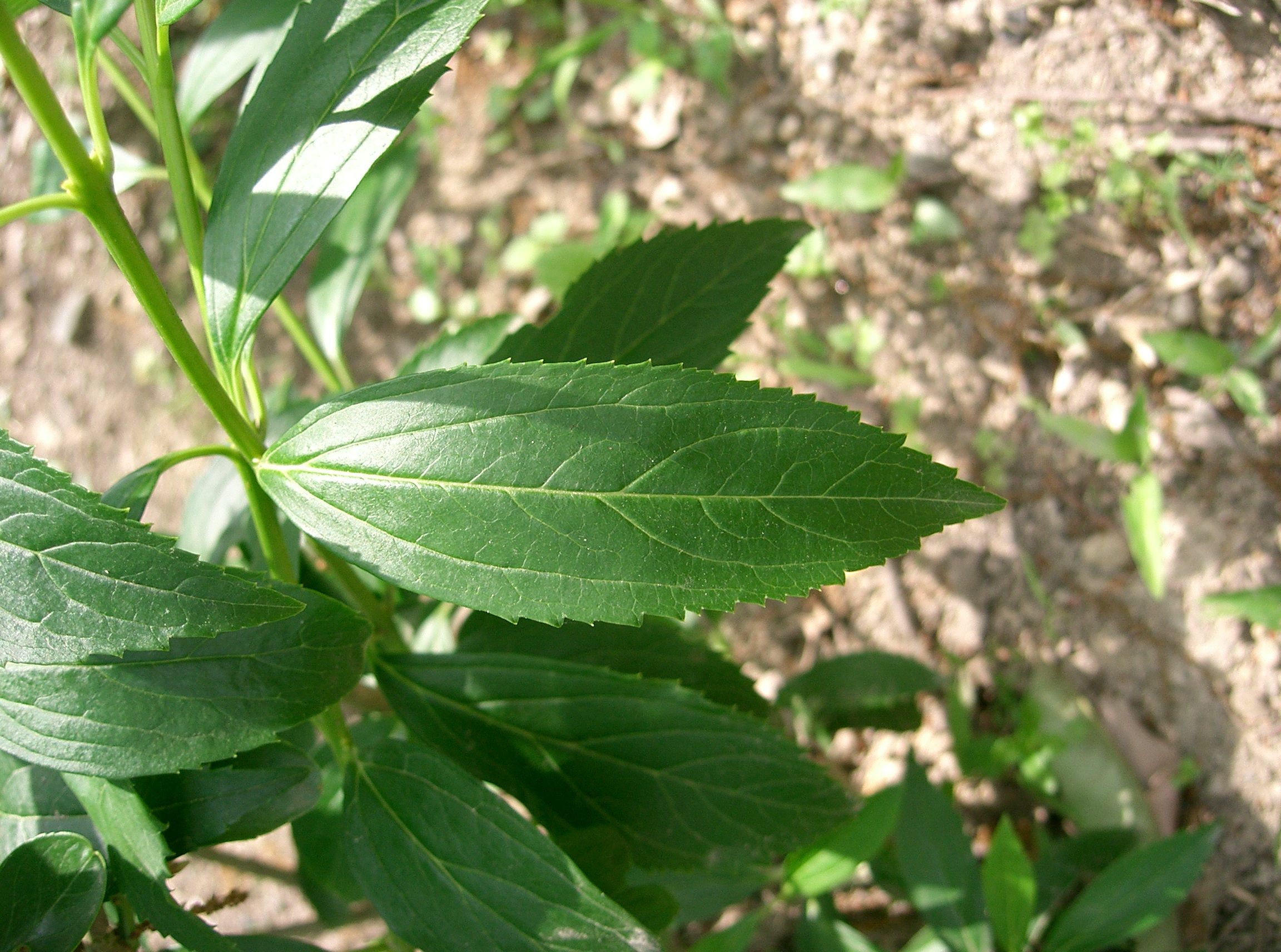
Le foglie
Forsythia suspensa

Le foglie lungo il caule sono disposte in modo opposto e sono picciolate e caduche. La lamina è semplice (a forma ovato-lanceolata con apice acuminato e bordi eventualmente seghettati) o trifogliata. Non sono presenti stipole. Dimensioni per la specie F. viridissima: lunghezza del picciolo 10 – 15 mm; larghezza della lamina 2 – 3 mm; lunghezza della lamina 6 – 8 mm.

### Infiorescenze

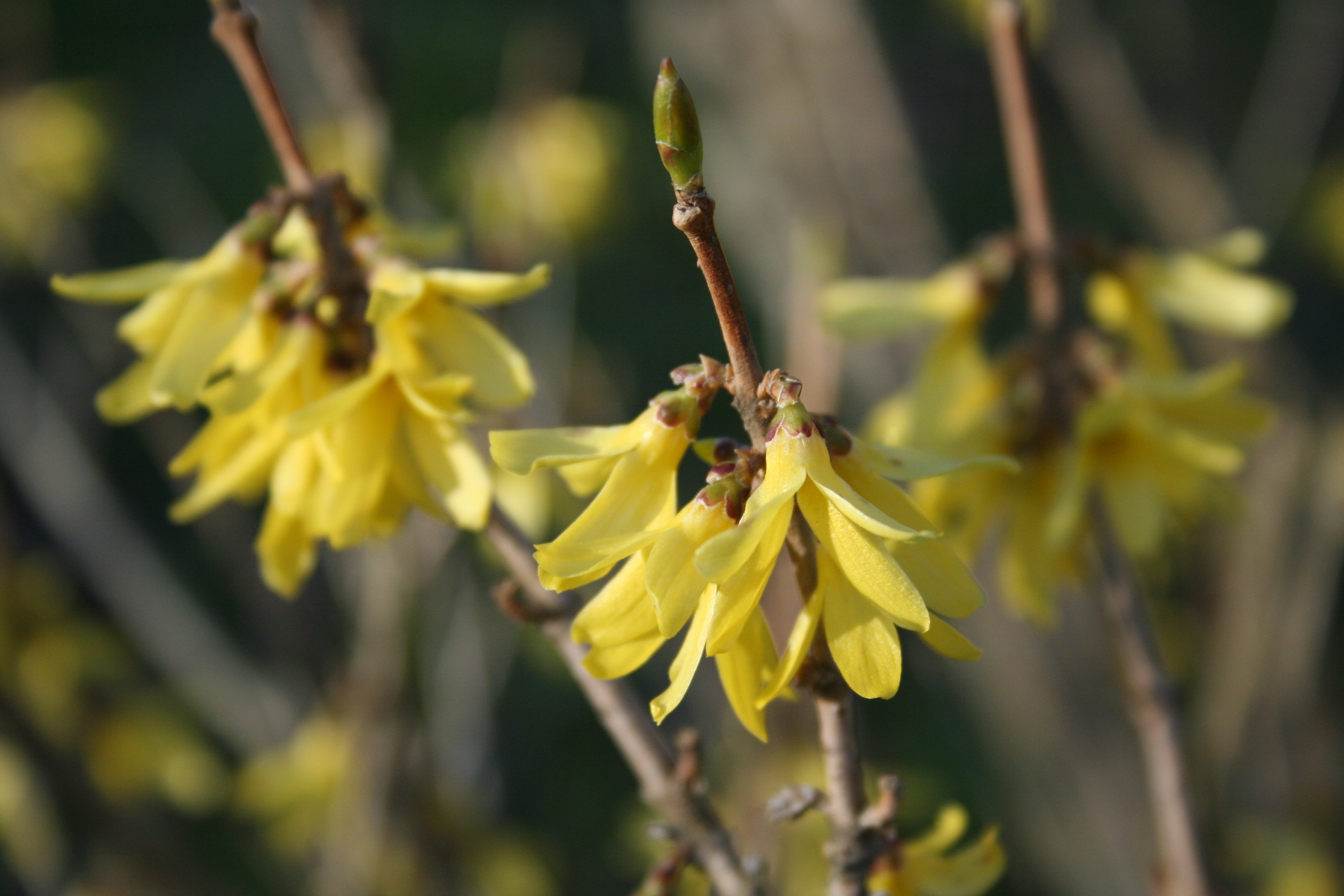
Infiorescenza
Forsythia ovata

Le infiorescenze sono di tipo ascellare e sono racemose-decussate. L'infiorescenza compare quasi sempre prima delle foglie. In genere i fiori sono singoli o riuniti in fascetti di 3 - 6.

### Fiori

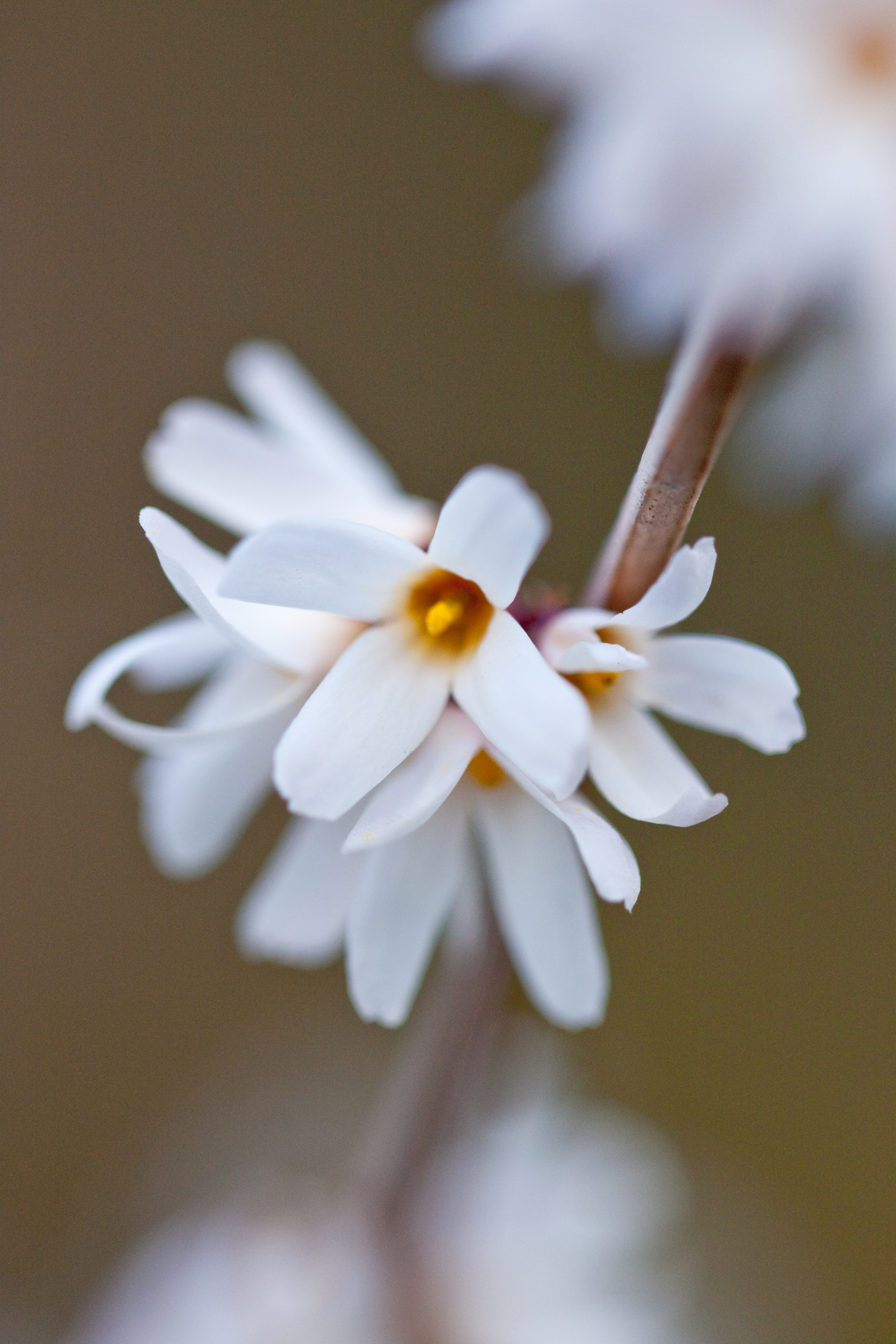
I fiori
Abeliophyllum distichum

I fiori sono ermafroditi, attinomorfi e tetraciclici (ossia formati da 4 verticilli: calice– corolla – androceo – gineceo) e tetrameri (ogni verticillo ha 4 elementi). I fiori hanno dei meccanismi genetici o di altro tipo (come l'eterostilia) che impediscono l'autofecondazione.
- Formula fiorale. Per la famiglia di queste piante viene indicata la seguente formula fiorale:[7][8]

* K (4), [C (4), A 2], G (2), supero, samara/capsula.
- Il calice termina con 4 lobi arrotondati. Il calice in genere è ridotto ed è persistente.

- La corolla è gamopetala con i petali uniti alla base a forma di tubo campanulato. I lobi sono lunghi quanto la parte tubolare e in alcune specie sono embricati. I fiori sono vistosi gialli, rosa o bianchi.

- L'androceo è formato da 2 stami inclusi e adnati alla base del tubo della corolla. Le antere sono formate da due teche con deiscenza longitudinale. Il polline è tricolpato.

- Il gineceo è bicarpellato (sincarpico - formato dall'unione di due carpelli) ed ha un ovario supero, biloculare con uno o più ovuli penduli per loculo. Gli ovuli sono provvisti di un solo tegumento e sono tenuinucellati (con la nocella, stadio primordiale dell'ovulo, ridotta a poche cellule).[10] La placentazione è assile. Lo stilo è unico e termina con due stigmi.

### Frutti

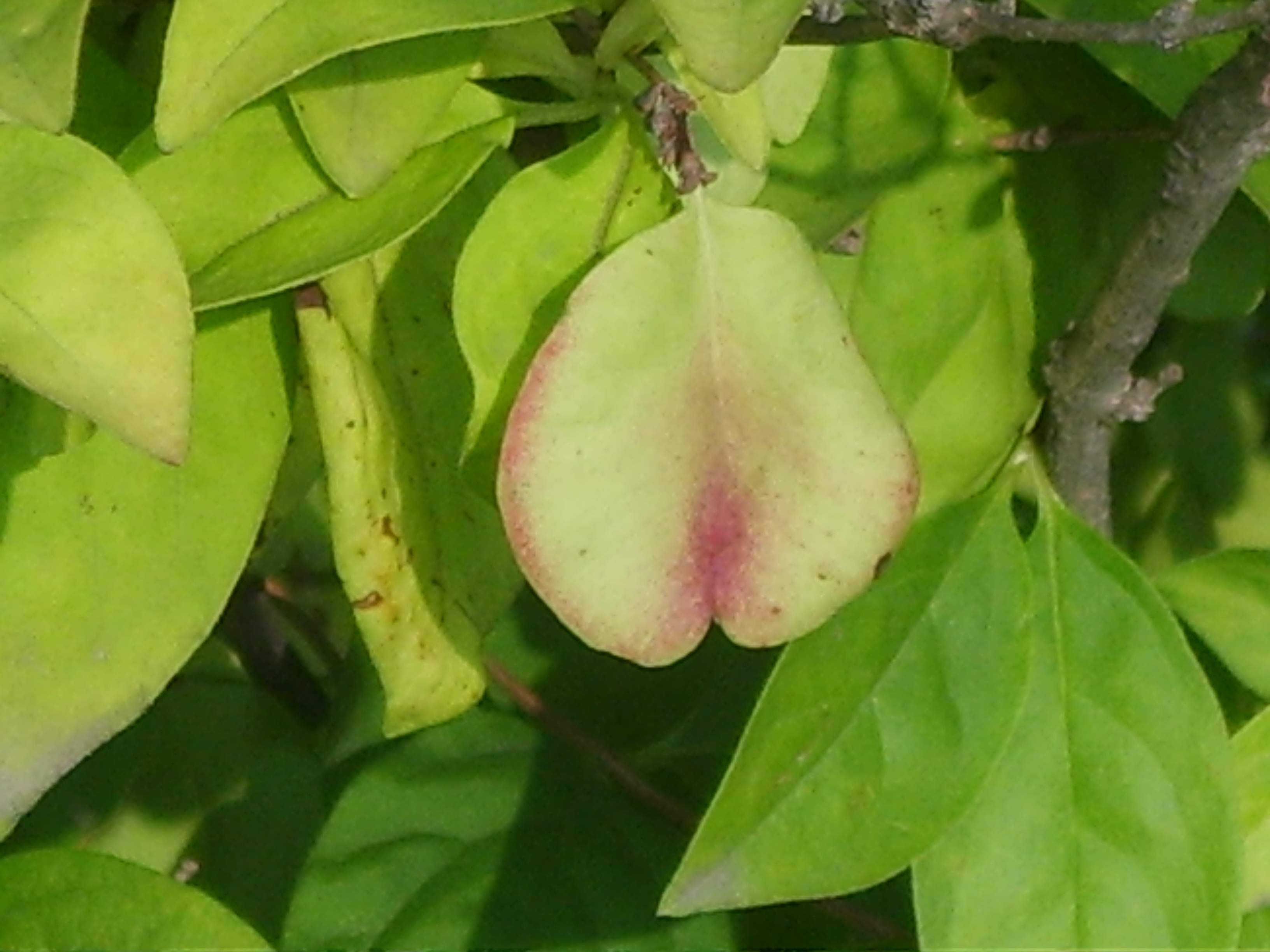
Il frutto
Abeliophyllum distichum

Il frutto è una samara (Abeliophyllum) o una capsula (Forsythia) deiscente per due valve contenente diversi semi alati. I frutti non contengono endosperma.
- Fioritura: nei climi temperato-freddi europei, la Forsythia è uno dei primi arbusti a fiorire (in genere a fine inverno).

## Biologia
Le specie di questa tribù si riproducono per impollinazione entomogama.
I semi, dopo aver eventualmente percorso alcuni metri a causa del vento (dispersione anemocora), cadendo a terra sono dispersi soprattutto da insetti tipo formiche (mirmecoria).

## Distribuzione e habitat
Le specie di questa tribù si trovano in prevalenza in Cina, Corea e Giappone. Una sola specie è distribuita nell'Europa del sud-est. L'habitat varia da quello temperato-caldo a quello subtropicale.

## Tassonomia
La famiglia delle Oleaceae comprende 27 generi e circa 600 specie con distribuzione cosmopolita dalle regioni tropicali fino a quelle temperate.
Il numero cromosomico delle specie di questo gruppo è: 2n = 28.

### Filogenesi
Da un punto di vista filogenetico la tribù Forsythieae risulta essere "gruppo fratello" della tribù Oleeae; a loro volta queste due tribù sono collegate alle tribù Fontanesieae e Jasmineae. All'interno della tribù i due generi che la compongono sono monofiletici, mentre il genere Forsythia risulta composto da tre lignaggi principali. Le tre linee evolutive trovano riscontro, oltre che nelle analisi sul DNA, anche nei caratteri morfologici delle foglie (la forma e la pelosità) e dei fiori (il colore della corolla, la profondità delle incisioni del tubo e la struttura dei sepali). I due generi (Forsythia e Abelliophyllum) si sono separati dal resto della famiglia circa 13,2 milioni di anni fa, mentre le principali linee evolutive del genere Forsythia si sono diversificate durante la fine del Miocene e Pliocene inferiore.

### Generi della tribù
La tribù è formata da due generi e 12 specie:
- Abeliophyllum Nakai, 1919 (1 specie - Abeliophyllum distichum Nakai) endemica della Corea.[13]
- Forsythia Vahl, 1804 (11 spp) [14]; la distribuzione è asiatica orientale a parte una specie (Forsythia europaea Degen & Bald.,  1804[15]) distribuita nella Penisola Balcanica.

## Usi
Le specie di questa tribù sono impiegate unicamente nel giardinaggio. La loro introduzione nei giardini europei è iniziata nel 1846 dalla Cina con la specie Forsythia viridissima proseguita poi nel 1883 con la specie Forsythia suspensa. Attualmente in Europa è presente un ibrido (Forsythia × intermedia Zabel) formato dalle due precedenti specie.